# 20. april
20. april er dag 110 i året i den gregorianske kalender (dag 111 i skudår). Der er 255 dage tilbage af året.
Sulpicus dag, opkaldt efter den fornemme romer Sulpicius, der sammen med vennen Silvinianus forelskede sig i to af den hellige Domitians veninder og derfor omvendte sig til kristendommen. De led martyrdøden år 647.

### Begivenheder
Født - Dødsfald
- 1534 - Jacques Cartier fransk opdagelsesrejsende starter på den rejse, der skal bringe ham frem til Labrador i Nordamerika.
- 1657 - Jøderne i Amsterdam opnår samme rettigheder og privilegier som andre borgere.
- 1657 - Den spanske sølvflåde besejres ud for de Kanariske Øer af den engelske admiral Robert Blake.
- 1792 - Frankrig erklærer krig mod Østrig, hvilket bliver starten på de franske revolutionskrige.
- 1814 - Kejser Napoleon tager afsked med sine soldater og tager ophold på Elba.
- 1862 - Louis Pasteur afslutter sin første test af pasteurisering, idet en krukke, som har været forseglet siden 3. marts, åbnes på et møde i det franske akademi.
- 1908 - Danske kvinder får valgret til kommunale valg. Første gang denne bruges er til kommunalvalgene 12. marts 1909.
- 1918 - Manfred von Richthofen (Den Røde Baron) nedskyder sine 79. og 80. fly, hvilket skal blive hans sidste, da han omkommer den følgende dag.
- 1925 - Københavns Lufthavn i Kastrup indvies.
- 1929 - Det første italienske parlament, udelukkende bestående af Benito Mussolinis fascister, åbner.
- 1941 - 100 tyske bombefly angriber Athen.
- 1945 - Skandinaviske fanger - fra KZ lejre og tugthuse i Nazi Tyskland - forlader Neuengamme koncentrationslejr med De hvide busser
- 1945 - Russiske styrker trænger ind i Berlin.
- 1953 - I USA tvinges medlemmer af kommunistpartiet til at lade sig registrere som "fremmede agenter".
- 1972 - Apollo 16 lander som det femte jordfartøj på månen.
- 1975 - HT, Hovedstadens Trafikselskab, indfører det nye zonetakstsystem. Premieren går stille af, fordi de fleste af chaufførerne strejker for ligeløn.
- 1992 - Mindekoncert for afdøde Freddie Mercury (forsanger i Queen på Wembley Stadium. Koncerten var udsolgt i løbet af et par minutter. 72.000 var til koncerten mens en milliard så den live i fjernsynet. Navne som George Michael, David Bowie og Elton John var nogle af de mange navne der optrådte. Alt overskuddet gik til Freddie Mercury Phoenix Trust som hjælper Aids ramte.
- 1999 - To studerende dræber 12 medstuderende og en lærer i massakren på Columbine High School i USA, inden de som afslutning begår selvmord.
- 2021 - den amerikanske betjent Derek Chauvin dømmes skyldig i drab på George Floyd

### Født
- 1745 - Philippe Pinel, fransk sindssygelæge (død 1826)
- 1807 - Aloysius Bertrand, fransk digter (død 1841).
- 1808 - Napoleon 3. fransk kejser (død 1873).
- 1857 - Herman Bang, dansk forfatter (død 1912).
- 1889 - Adolf Hitler, østrigsk-tysk diktator (død 1945).
- 1893 - Joan Miró, spansk maler (død 1983).
- 1908 - Lionel Hampton, amerikansk jazzvibrafonist (død 2002).
- 1913 - Gull-Maj Norin, dansk skuespiller (død 1997).
- 1917 - Arnold Svend Aage Jørgensen, dansk barber og frihedskæmper (død 1945).
- 1918 - Kai Siegbahn, svensk fysiker (død 2007).
- 1919 - Allan J. Erslev, dansk-amerikansk læge (død 2003).
- 1920 - John Paul Stevens, amerikansk politiker (død 2019).
- 1924 - Leslie Phillips, engelsk skuespiller (død 2022).
- 1927 - Karl Alexander Müller, schweizisk fysiker (2023).
- 1927 - Phil Hill, amerikansk racerkører (død 2008).
- 1939 - Gro Harlem Brundtland, norsk statsminister.
- 1940 - Folmer Rubæk, dansk skuespiller (død 2016).
- 1941 - Ryan O'Neal, Amerikansk skuespiller (død 2023).
- 1949 - Jessica Lange, amerikansk skuespillerinde.
- 1957 - Erik A. Frandsen, dansk billedkunstner.
- 1958 - Peter Ole Jørgensen, dansk musiker, komponist og billedkunstner.
- 1959 - Mads Tofte, dansk datalog og rektor for IT-universitetet.
- 1963 - Fermin Muguruza, baskisk musiker, sanger, sangskriver, producer.
- 1965 - Rolf Sørensen, dansk cykelrytter.
- 1971 - Peter Schønau Fog, dansk filminstruktør.
- 1972 - Carmen Electra, amerikansk skuespiller og model.
- 1978 - Peter Brodersen, dansk internet-iværksætter og autodidakt specialist.
- 1986 - Rikke Poulsen, dansk håndboldspiller.

### Dødsfald
- 1524 – Pierre du Terrail, Chevalier de Bayard – Ridderen uden frygt og dadel (født 1476).
- 1558 - Johannes Bugenhagen, tysk teolog (født 1485).
- 1869 - Carl Loewe, tysk komponist og sanger (født 1796).
- 1896 - H.P. Ingerslev, dansk godsejer, politiker og minister (født 1831).
- 1912 - Bram Stoker, irsk forfatter (født 1847).
- 1913 - Vilhelm Bissen, dansk billedhugger (født 1836).
- 1947 - Christian 10., dansk konge (født 1870).
- 1992 - Benny Hill, engelsk komiker (født 1924).
- 2013 - Quinton Hoover, amerikansk illustrator (født 1964)
- 2018 - Avicii, svensk musiker og DJ (født 1989).
- 2022 - Marie Madeleine Larsen, norsk bedrager og svindler (født 1957).

|  | Denne datoartikel kan blive bedre, hvis der indsættes et (bedre) billede Du kan hjælpe ved at afsøge Wikimedia Commons for et passende billede eller uploade et godt billede til Wikimedia Commons iht. de tilladte licenser og indsætte det i artiklen. |